# Première circonscription de Bekoji
La première circonscription de Bekoji est une des 177 circonscriptions législatives de l'État fédéré Oromia, elle se situe dans la Zone Arsi. Son représentant actuel est Awelu Abdu Abdo.